# Tomo Miličević
Tomislav "Tomo" Miličević, född 3 september 1979 i Sarajevo, är en bosnienkroatisk-amerikansk gitarrist och tidigare medlem i bandet 30 Seconds to Mars.
Tomo började öva för att bli konsertviolinist när han var 3 år gammal, vilket han slutade med när han var 19 och upptäckte heavy metal. När han berättade för sin pappa att han ville bli gitarrist byggde han och hans pappa en gitarr, som skulle senare komma att användas vid inspelningen av låten Savior på 30 Seconds to Mars CD A Beautiful Lie.
Tomo är yngre bror till modellen Ivana Miličević. När Tomo var 18 år öppnade hans föräldrar en restaurang i Los Angeles.

## Diskografi (urval)
Studioalbum med 30 Seconds to Mars
- A Beautiful Lie (2005)
- This Is War (2009)
- Love, Lust, Faith and Dreams (2013)

Studioalbum med Dommin
- Love Is Gone (Special Edition) (2009)

Studioalbum med Ivy Levan
- No Good (2015)

Som producent
- Introducing the Dame (2013) – Ivy Levan